# John Bennett (athlétisme)
Pour les articles homonymes, voir John Bennett et Bennett.
John Dale Bennett  (né le 14 novembre 1930 à Grand Forks) est un athlète américain spécialiste du saut en longueur. Concourant avec l'US Army, il mesure 1,72 m pour 68 kg.

## Carrière

### Palmarès
| Date | Compétition           | Lieu      | Résultat | Performance |
| ---- | --------------------- | --------- | -------- | ----------- |
| 1955 | Jeux panaméricains    | Mexico    | 2e       | 8,01 m      |
| 1956 | Jeux olympiques d'été | Melbourne | 2e       | 7,68 m      |

### Records
| Épreuve          | Performance | Lieu   | Date |
| ---------------- | ----------- | ------ | ---- |
| Saut en longueur | 8,01 m      | Mexico | 1955 |